# Aphanopus carbo

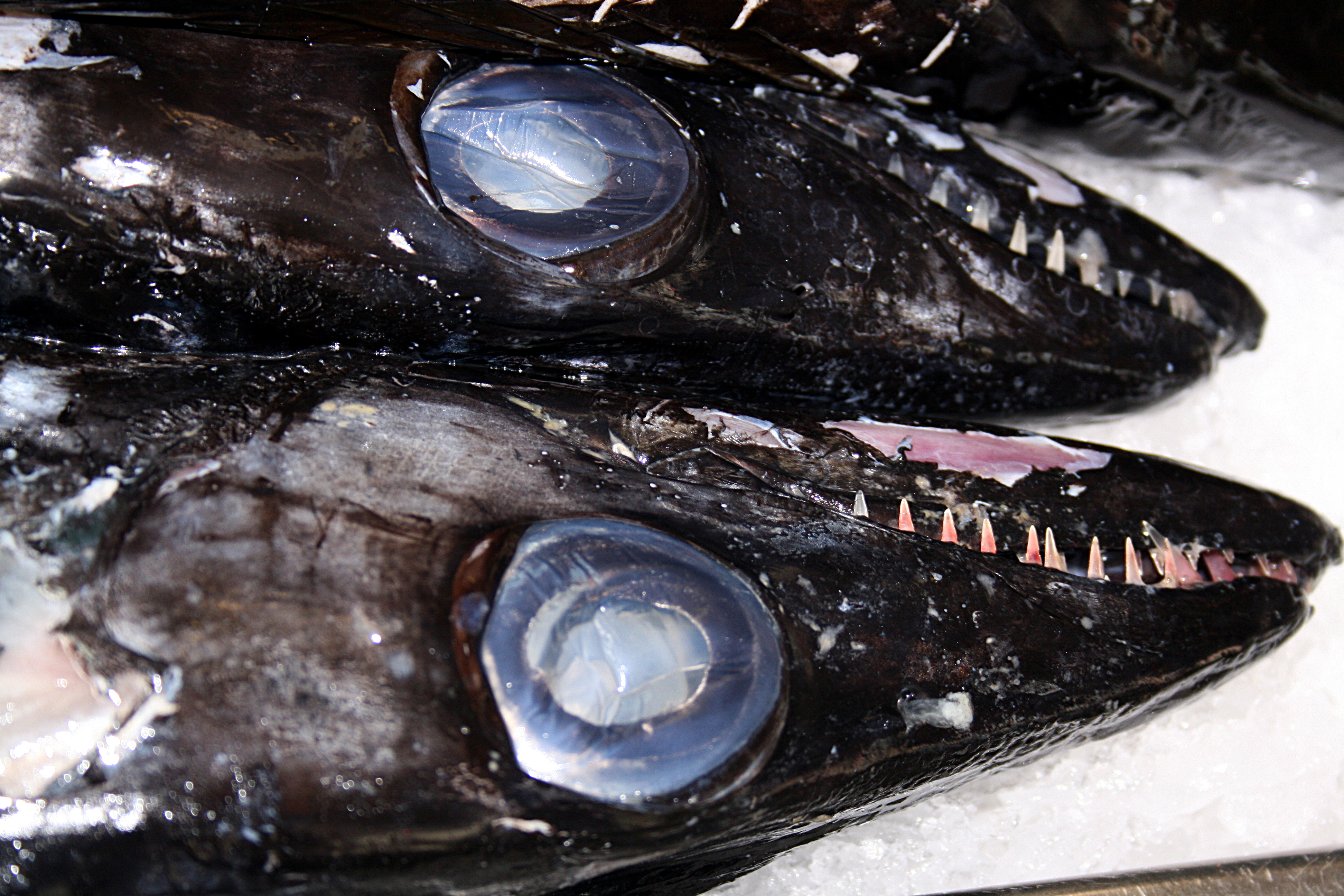
Detall del cap de dos exemplars

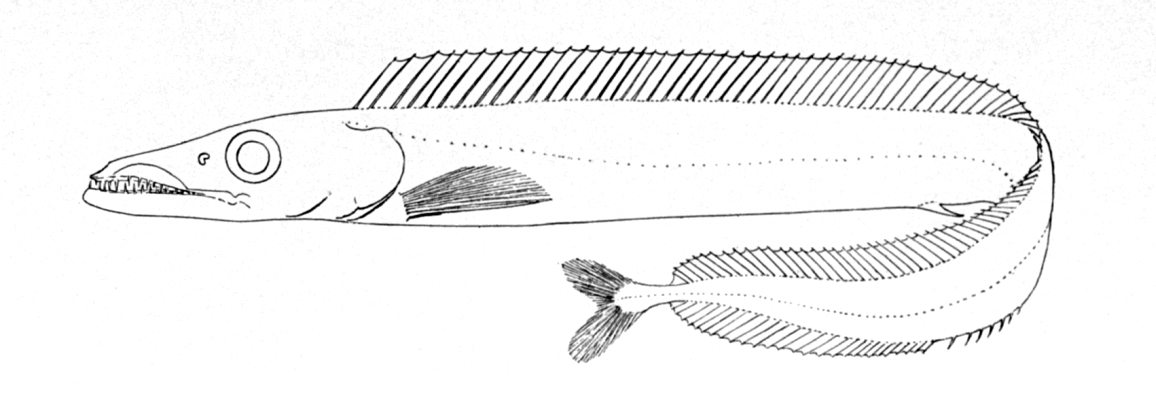
Dibuix dOceanic Ichthyology, publicat el 1896.

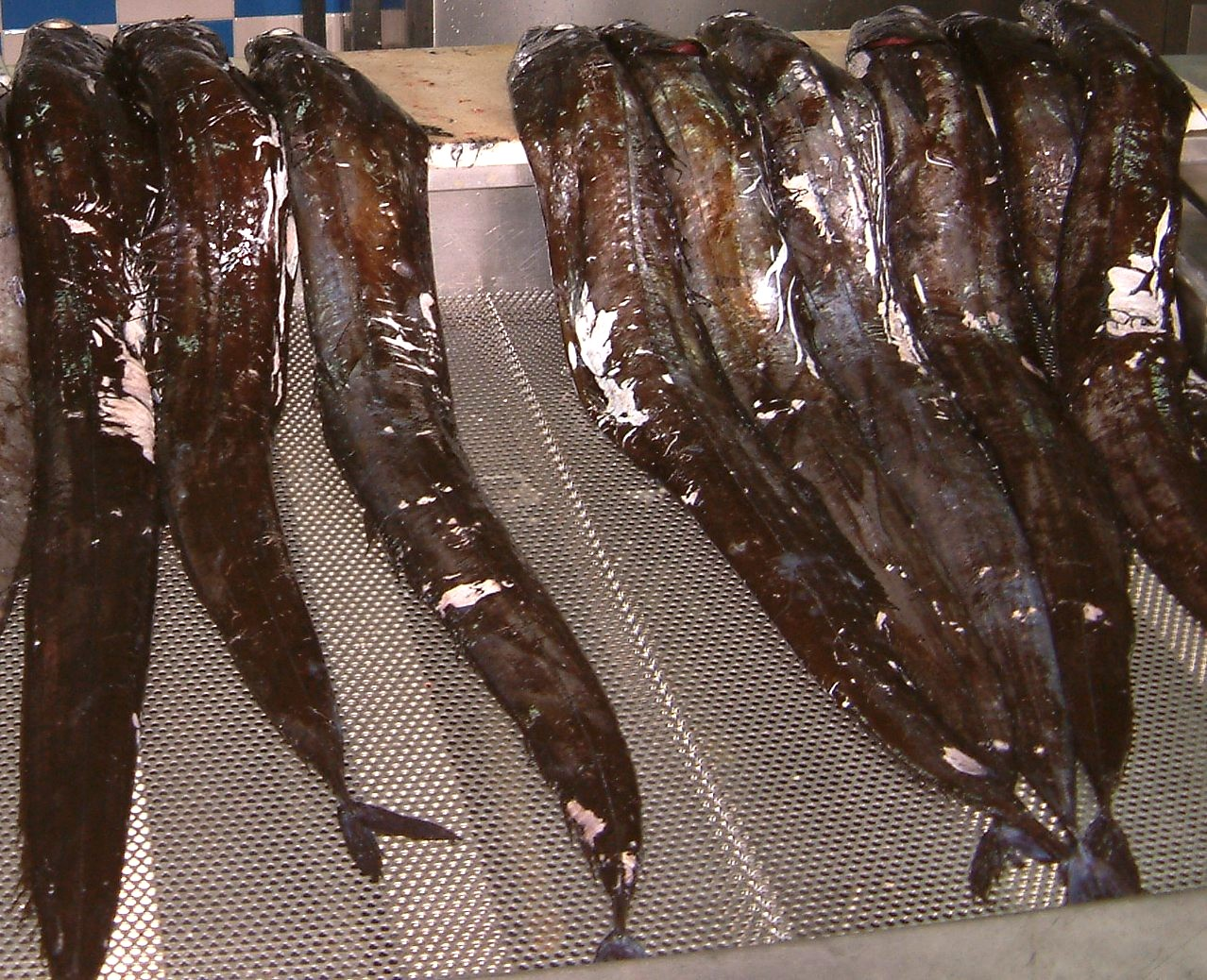
Aphanopus carbo a Madeira

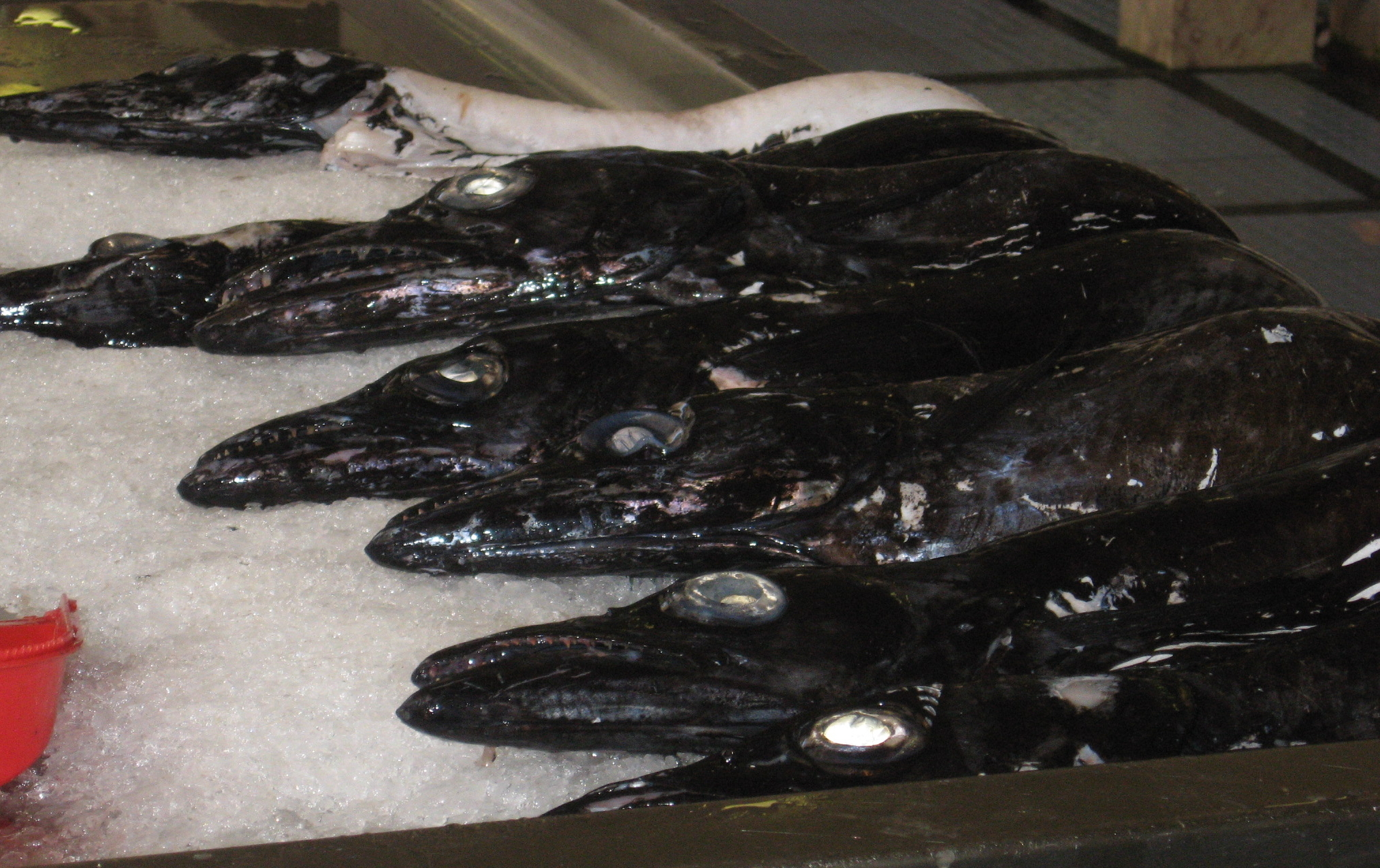
Exemplars a la venda en un mercat de Funchal (Madeira)

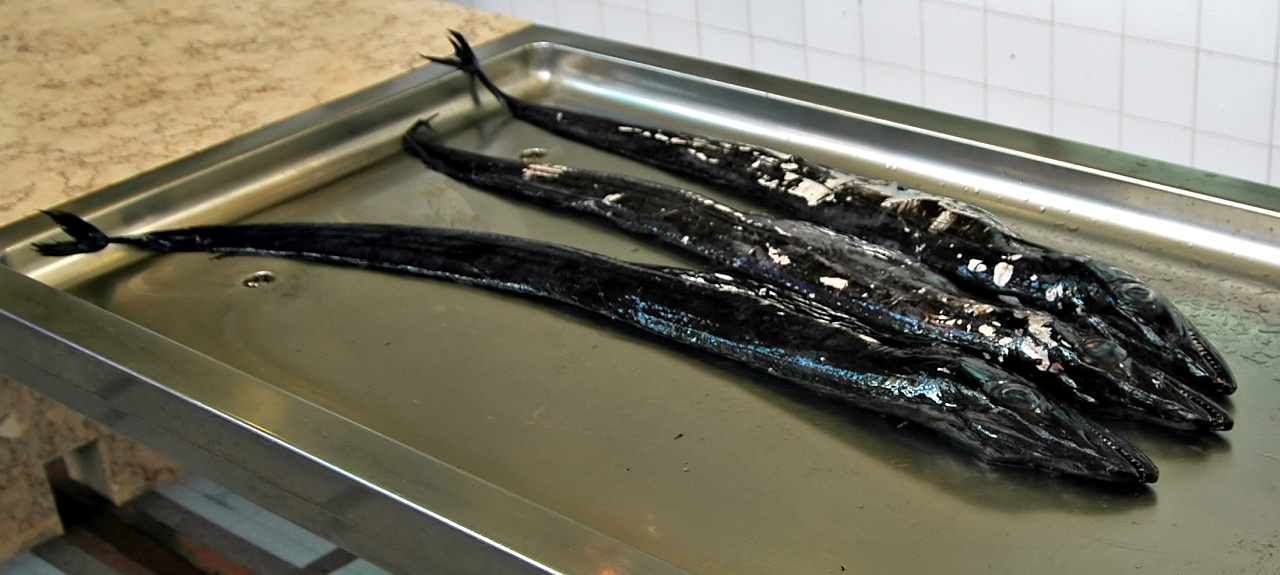
Tres exemplars a Madeira

Aphanopus carbo o sabre negre és una espècie de peix pertanyent a la família dels triquiúrids.

## Descripció
- Pot arribar a fer 110 cm de llargària màxima (normalment, en fa 70).
- Cos molt allargat i de color negre rogenc amb un matís iridescent. L'interior de la boca i de les cavitats branquials és negre.
- 34-41 espines i 52-56 radis tous a l'aleta dorsal i 2 espines i 43-48 radis tous a l'anal.
- 97-100 vèrtebres.
- Absència d'aletes pèlviques en els adults, encara que presents en els joves sota la forma d'una única espina.[3][4][5]

## Reproducció
Assoleix la maduresa sexual en arribar als 80-85 cm de llargària. Les larves i els ous són pelàgics.

## Alimentació
Es nodreix durant la nit de crustacis, cefalòpodes i peixos (principalment, macrúrids, mòrids i Alepocephalidae).

## Hàbitat
És un peix marí i batipelàgic que viu entre 200 i 1.700 m de fondària (69°N-27°N, 79°W- 3°W). Els joves són mesopelàgics.

## Distribució geogràfica
Es troba a tots dos vessants de l'Atlàntic: Angola, les illes Açores, el Brasil, el Canadà, Cap Verd, les illes Fèroe, França, Groenlàndia, Islàndia, Irlanda, Madeira, el Marroc, Noruega, la península Ibèrica, la Gran Bretanya i els Estats Units.

## Observacions
És inofensiu per als humans i important com a aliment a Madeira.